# 着信メロディ
着信メロディ（ちゃくしんメロディ）は、携帯電話およびPHSの着信音を単音または2 - 128音程度の音楽風メロディーにする機能である。

## 概要
一般には「着メロ」と略されることが多いが、商標登録されているため厳密には全ての着信メロディが「着メロ」というわけではない（後述）。英語では着信音全般が ringtoneと呼ばれる。
1995年の特撮番組『重甲ビーファイター』では、ヒーローの武器「インプットマグナム」のギミックに当時最盛期を迎えていたポケットベルのプッシュボタン入力を取り入れており、銃身に施されたテンキーに打ち込むコードに応じてさまざまな能力を発揮する。このキー入力のサウンドは音階になっており、これを見た携帯電話メーカーの人物が着メロシステムを考案したようだ、とプレックスの野中剛は語っている。
日本での黎明期は予めプリセットされた楽曲を選ぶことしかできなかったが、程なくして電話機のボタン操作により音階を打ち込むこと（音入れ）で自作できるようになった。当時の携帯電話やPHS等は、再生出来る自作楽曲が基本的に単音のみであったため、8ビートや16ビートの細かい音を使用した「擬似和音」や、流行曲のスコアを掲載した雑誌やムック本がブームを巻き起こした。
1997年のアステルを皮切りに演奏データをサーバーから電話機へダウンロードする方式が確立。1999年2月のiモード開始など携帯電話IP接続サービスの普及により、コンテンツプロバイダのメニューサイト上で演奏データを課金の上ダウンロードするのが一般的となり、ITバブルと相まって2000年以降携帯電話向けコンテンツビジネスが急速に拡大した。後に、着ボイス・着うた・着うたフル・動画配信などの派生種が登場した。
スマートフォンでは着信音変更は容易である。レコチョクなどがスマホ時代になってからもダウンロード販売を続けている。
固定電話の家庭用電話機・ファクシミリでも、着信メロディがプリセットされているものがある。LCRの「α-ALPHA55/77セレクティ（KDDI）」では『えらんでメロディ』、「Super ACR/Super ACR2（日本テレコム）」では『呼出し音メロディサービス』名称で配信サービスが提供されたり、携帯電話IP接続サービスの固定電話版であるLモード、J-Web（ソフトバンクテレコム）はサービス開始から終焉まで携帯電話と同様に公式サイトにより配信なされていた。
端末のプリセット曲はメーカーに因んだ曲が入っていることもある（旧:日立製端末における「日立の樹」、ノキア製端末における「Nokia Tune」など）。

## 形式
ガラケー時代の着信メロディデータの実体はStandard MIDI File (SMF) やSMAFなどであり、電話機の基板上に組み込んだ「音源チップ」などと称される集積回路 (LSI) のソフトウェア・シンセサイザーにより再生された。株式会社フェイスやヤマハなどがフォーマットの策定に携わっている。音源チップは日本ではヤマハ・沖電気・ローム・クアルコム・ルネサスエレクトロニクスらが供給していた。

## 歴史
- 1994年 テレメッセージのポケットベルモーラが着信メロディ機能を搭載した。
- 1996年5月 着信メロディ機能を携帯電話としては世界で初めて搭載したNTTドコモのデジタル・ムーバ N103HYPER（NEC）発売。プリセット楽曲から選択できた。
- 1996年9月 日本移動通信（IDO・現=au (KDDI)）が、デジタルミニモD319（日本電装）発売。携帯電話としては初めて自分で作曲したメロディを着信音にすることができる 「メロディ着信音作曲機能」を搭載した。
- 1996年11月 電子楽器・通信カラオケ業界のメーカー系業界団体である社団法人音楽電子事業協会 (AMEI) の著作権委員会業務用通信カラオケワーキンググループ委員・ソフトウェア委員会マルチメディア研究部会副部会長であった松川政裕が、頭打ちの傾向が見られ始めたカラオケ業界の新規事業プランとして「携帯電話着信音のMIDIデータ化とその配信及び課金」構想を発表[2]。松川政裕は、MIDIシーケンサーアプリケーション（作曲及び通信カラオケの楽曲制作のためのアプリ）開発会社であるカモンミュージックの在籍中、社長のカバン持ちでついていった通信カラオケメーカーのエクシングの中谷幸夫取締役企画部長から、頭打ちが予想される通信カラオケ業界の新規事業のアイデアの依頼を受け、社団法人音楽電子事業協会(AMEI)の佐々木隆一著作権委員長が創業者のミュージック・シーオー・ジェーピーのパソコン向け音楽配信、アマチュア無線でのデータ送信を参考に、業務用通信カラオケのシステム・データ制作体制の流用、原盤権問題のクリアができると考え、データ配信先に一般に普及し始め、着信音の鳴り分けが課題だった携帯電話を組み合わせることを思いついたとしている[3]。
- 1997年6月 アステルグループのアステル東京が「着信メロディ呼び出しサービス」開始。“流行の音楽を着メロに”という課題を、サーバーダウンロード型とすることで解決。当時のベスト10を常に配信可能としていた。アステル東京に出向していたリクルート社員の柳田要一が企画開発(他に日本初の携帯出会い系サイトや位置情報サービスも企画開発)。対応機種である「AS-11」（シャープ）、「AD-11」（デンソー）が遅れて発売された。
- 1998年3月 石川英治の原案・山崎はるかの開発で、着信メロディ作曲ツール・オルゴトロン98がugtopより公開された。同ソフトは、ベクターから累計11万本がダウンロードされた。
- 1998年7月 双葉社から発売された辻めぐみが生みの親の『ケータイ着メロ ドレミBOOK』が発売された。同書は7冊計で350万部を売り上げた[4]。
- 1998年10月 アステル東京が「着メロ」商標登録。
- 1998年11月 デジタルホングループ（現ソフトバンク）が、着信メロディ配信サービス「スカイメロディー」を開始。
- 1999年2月 iモード開始。第一興商（カラオケDAM・メロDAM）などの公式サイト上で着信メロディ（単音）の配信が開始される。
- 1999年4月 EZweb開始。
- 1999年8月 アステルのMOZIO（モジオ）対応機種向けに、アステル東京が3和音の「スーパー着メロ」配信サービス開始(後にアステルグループ全体に拡大)。
- 1999年9月 三愛子会社のギガネットワークス（現在はフェイス傘下）による「着信メロディGIGA」をiモード公式サイトに開設。
- 1999年12月 Jスカイ開始。フェイスが着信メロディの新フォーマットを提唱し、NTTドコモのデジタル・ムーバ 502iHYPERシリーズより同規格による3和音の着信メロディの配信が可能となる。「ポケメロ」（エクシング・フェイス・ゼン）、「セガカラ」（セガ、ISAO）、「ローランド・サウンドギャラリー（ローランド、NTTビジュアル通信）」など、iモード・EZweb・Jスカイそれぞれでコンテンツプロバイダ（IPサービス提供者）新規参入が相次ぐ。
- 2000年7月 世界初の16和音再生に対応したLSI（クアルコム社製）を搭載したauのcdmaOne端末C309H（日立製作所）が発売。
- 2000年10月 Jフォンで初めて16和音再生に対応したJ-D03・J-PE03（パイオニア）発売。
- 2000年10月 NTTドコモで初めて16和音再生に対応したデジタル・ムーバ503i HYPERシリーズ発売。
- 2000年11月 DDIポケット（当時）のfeel H"端末よりPHS初の12和音再生に対応。
- 2001年6月 世界初の64和音再生に対応したツーカーのfunstyle TK11（京セラ）発売。「16メロミックス」（ドワンゴ）をiモード公式サイトに開設。
- 2002年4月 ダウンロード曲数無制限でコンテンツ料定額制の「着メロ取り放題￥100」（ハドソン）をiモード公式サイトに開設。
- 2005年8月 128和音再生に対応したauのW32Sが発表。以後、フィーチャーフォンは64和音 - 128和音対応が一般的となる。
- 2006年 アメリカのビルボード「Hot Ringtones」という着信メロディのヒットチャートでは2006年6月26日現在、84作品がゴールド、40作品がプラチナ、4作品がマルチ・プラチナとして認定されていた（ゴールド・ディスクも参照）。
- 2008年3月 イー・モバイルが音声通話サービス開始に合わせ着信メロディを開始。

## 配信サイトの一般的な構成
ランキング
着信メロディのダウンロードが多かった曲を、1位から順に発表するページである。その時に流行っている曲（例：ドラマの主題歌やCMの使用曲）がランクインされることがほとんどである。前の日のランキング・1週間の間のランキング・1ヶ月の間のランキングなど、種類は様々であるが、1週間の間のランキングが多い。
プレゼント
楽曲のダウンロード権を他人へメールでURLを通知する方法によりプレゼントすることができる。
試聴
ダウンロード前に試聴ができる。保存不可のプロテクトを付けてデータを直接ダウンロードする方式と、専用のアプリを通じて試聴する方式がある。
リクエスト
配信されていない曲がある場合に使えるサービス。

## 商標
略称の「着メロ」は以下のような企業が商標権を有している。
- ビジュアルアーツ - 多数の指定役務および指定商品により登録（第4194385号,第4707135号）
当初の登録者はアステル東京で、後に同法人を吸収合併した東京通信ネットワーク（TTNet、後のパワードコム）、その後、TTNetからPHS事業を譲受したYOZANが保有していたが、ヤフオクの官公庁オークションにおいて、東京都主税局徴収部を出品者として出品（参加申込期間：2010年2月16日〜2010年3月1日、入札期間：2010年3月5日〜2010年3月8日）され、その結果ビジュアルアーツが落札した。
- 双葉社 -「雑誌」の指定商品により登録（第4326423号）